# Ikrom Ahmadboyev
Ikrom Ahmadboyev (* 6. Januar 1993) ist ein usbekischer Sommerbiathlet.
Ikrom Ahmadboyev startete international erstmals im Rahmen der Juniorenrennen der Sommerbiathlon-Weltmeisterschaften 2011 in Nové Město na Moravě, wo er 65. des Sprints wurde und damit um fünf Ränge die Verfolgung verpasste. Bei den Männern lief er seit 2012. Beim IBU-Sommercup 2012 in Osrblie wurde Ahmadboev 21. des Sprints und verpasste eine bessere Platzierung, nachdem er nach einer fehlerfreien Schießleistung im Liegen im Stehen nur eines von fünf Zielen traf. Auch im Verfolger wurde er 21. Es folgten an selber Stelle die Sommerbiathlon-Europameisterschaften 2012, bei denen der Usbeke im Sprint dank einer fast fehlerfreien Schießleistung mit nur einem Fehler 18. und mit neun Fehlern in der Verfolgung 25. wurde.

## Belege
1. ↑  2nd IBU Cross Cup Biathlon Sprint Men. (pdf) In: biathlon.ee. Abgerufen am 2. Oktober 2024.
2. ↑  2nd IBU Cross Cup Biathlon. (pdf) In: biathlon.ee. Abgerufen am 2. Oktober 2024.

| Personendaten    | Personendaten              |
| ---------------- | -------------------------- |
| NAME             | Ahmadboyev, Ikrom          |
| ALTERNATIVNAMEN  | Ahmadboev, Ikrom           |
| KURZBESCHREIBUNG | usbekischer Sommerbiathlet |
| GEBURTSDATUM     | 6. Januar 1993             |